# Marseille contre Marseille
Pour plus de détails, voir Fiche technique et Distribution.
Marseille contre Marseille est un film français réalisé par Jean-Louis Comolli et sorti en 1996.

## Fiche technique
(Source : film-documentaire)
- Titre : Marseille contre Marseille
- Réalisation : Jean-Louis Comolli
- Scénario : Michel Samson, Jean-Louis Comolli et Anne Baudry
- Photographie : Jean-Louis Porte, Marc Atge, Farouk Bounouara et Thierry Roux
- Son : Jean-François Priester et Bertran De Vals
- Montage : Anne Baudry
- Musique : André Jaume
- Production : Archipel 33 - 13 Productions - INA - Arte France Cinéma
- Pays de production :  France
- Genre : documentaire
- Durée : 88 minutes
- Date de sortie  : France - 1996

## Sélection
- États généraux du film documentaire 1996